# Адміністративний устрій Самбірського району
Адміністративний устрій Самбірського району — адміністративно-територіальний устрій Самбірського району Львівської області на 2 міські громади, 1 селищну громаду, 7 сільських громад та 9 сільських рад, які об'єднують 110 населених пунктів і підпорядковані Самбірській районній раді. Адміністративний центр — місто Самбір, яке є містом обласного значення та не входить до складу району.

## Список об'єднаних територіальних громадСамбірського району
- Бабинська сільська громада
- Бісковицька сільська громада
- Вільшаницька сільська громада
- Воле-Баранецька сільська громада
- Воютицька сільська громада
- Дублянська селищна громада
- Луківська сільська громада
- Новокалинівська міська громада
- Рудківська міська громада
- Чукв'янська сільська громада

## Список радСамбірського району
| № | Назва                                 | Центр                 | Населені пункти                                   | Площа км² | Місце за площею | Населення (2001), осіб. | Місце за населенням |
| - | ------------------------------------- | --------------------- | ------------------------------------------------- | --------- | --------------- | ----------------------- | ------------------- |
| 1 | Вощанцівська сільська рада            | с. Вощанці            | с. Вощанці с. Канафости                           |           |                 |                         |                     |
| 2 | Городищенська сільська рада           | с. Городище           | с. Городище с. Сіде                               |           |                 |                         |                     |
| 3 | Кульчицька сільська рада              | с. Кульчиці           | с. Кульчиці                                       |           |                 |                         |                     |
| 4 | Михайлевицька сільська рада           | с. Михайлевичі        | с. Михайлевичі с. Вістовичі с. Шептичі            |           |                 |                         |                     |
| 5 | Никловицька сільська рада             | с. Никловичі          | с. Никловичі с. Загір'я с. Орховичі               |           |                 |                         |                     |
| 6 | Новосілко-Гостиннівська сільська рада | с. Новосілки-Гостинні | с. Новосілки-Гостинні с. Долобів с. Хлопчиці      |           |                 |                         |                     |
| 7 | Ралівська сільська рада               | с. Ралівка            | с. Ралівка с. Задністря с. Нагірне с. Хатки       |           |                 |                         |                     |
| 8 | Роздільненська сільська рада          | с. Роздільне          | с. Роздільне                                      |           |                 |                         |                     |
| 9 | Стрілковицька сільська рада           | с. Стрілковичі        | с. Стрілковичі с. Білоки с. Ваньовичі с. Дубрівка |           |                 |                         |                     |

* Примітки: м. — місто, смт — селище міського типу, с. — село, с-ще — селище